# Karli Coburger
Karli Coburger (ur. 4 października 1929 w Neuhaus-Schierschnitz) – generał major Stasi.
Urodzony w rodzinie robotnika fabrycznego, od 1943 uczeń szkoły handlowej, a od 1946 wyższej szkoły ekonomicznej w Sonnebergu, 1948-1949 pracował w fabryce w Köppelsdorfie. Od 1949 członek SED, 1949-1950 studiował w Niemieckiej Akademii Zarządzania "Walter Ulbricht", po czym został asystentem w wieczorowej szkole technicznej. Od 3 lutego 1952 funkcjonariusz Stasi, pracownik Wydziału III Okręgowego Zarządu Ministerstwa Bezpieczeństwa Państwowego NRD w Lipsku, od 5 maja 1953 pracownik, a od 1 lutego 1956 instruktor Głównego Wydziału IX MBP NRD, 1957-1961 zaocznie studiował kryminalistykę w szkole policyjnej w Aschersleben. Od 1 lutego 1961 do 1 października 1964 szef Wydziału IX/1 Głównego Wydziału IX MBP, od 1 października 1964 do 1 kwietnia 1966 szef Wydziału IX/2 Głównego Wydziału IX MBP, 1966 zdał państwowy egzamin z kryminalistyki na Uniwersytecie Humboldta w Berlinie, od 1 kwietnia 1966 do 1 maja 1984 zastępca szefa Głównego Wydziału IX MBP NRD, 26 stycznia 1984 mianowany generałem majorem. Od 1 maja 1984 do listopada 1989 szef Głównego Wydziału VIII MBP, 1976 został doktorem prawa w Wyższej Szkole Prawniczej MBP w Poczdamie, 1990 zwolniony ze służby. W lipcu 2000 skazany na rok więzienia w zawieszeniu.